# 裸柱菊属
裸柱菊属（学名：Soliva）是菊科下的一个属，为矮小、披散草本植物。该属共有8种，主要产自南美洲和大洋洲。

## 物种
本属包括以下物种：
- 裸柱菊 Soliva anthemifolia
- 翼子裸柱菊 Soliva pterosperma